# Milionari de weekend
Milionari de weekend este un film de comedie românesc din 2004, regizat de Cătălin Saizescu. Scenariul filmului a fost scris de Mihai Arghiropol și Cătălin Saizescu după o idee a dramaturgului Tudor Popescu și a regizorului Geo Saizescu. Acest film prezintă o luptă pentru un inel cu puteri miraculoase între două grupuri rivale, inelul ajungând printr-un bizar concurs de împrejurări la un grup de tineri care furaseră o mașină.

## Rezumat
În urma unui concurs de împrejurări, Federația Rusă restituie statului român tezaurul României aflat la Moscova. Printre obiectele aduse în țară se află și un bust de la începutul secolului al XX-lea (bust din porțelan confecționat în 1915, semnat I. Andropov) care nu se afla în inventar; specialiștii îl consideră un „kitch ordinar”. Bustul este depozitat la Muzeul de Istorie din București. 
Două personaje misterioase (un arab și un general rus) angajează fiecare câte un comando format din mercenari duri pentru a da o spargere și a fura bustul. Generalul Pucikov (Mircea Mușatescu) consideră bustul a fi „visul măreț al lui Petru cel Mare”. Arabul Said (Majid Mir) a tocmit un comando condus de Merțanu' (George Alexandru). Spargerea are loc în prima noapte în care bustul se află la muzeu, iar comandourile se măcelăresc între ele. Bustul, în interiorul căruia era ascuns un legendar inel cu puteri miraculoase, ajunge în posesia lui Chioru' (Nicodim Ungureanu). Fiind rănit și urmărit de banda adversă, acesta ajunge la o benzinărie unde, sub amenințarea unui pistol, îi convinge pe patru tineri: Miki (Maria Dinulescu), Alex (Mihai Bendeac), Godzi (Tudor Chirilă) și Zetu (Andi Vasluianu) să-l ducă cu mașina lor la Constanța, unde avea o combinație. Cei patru tineri (trei băieți și o fată) furaseră un automobil decapotabil marca Pontiac dintr-un garaj cu scopul de a merge la o petrecere.
Undeva aproape de Constanța, mașina în care se aflau tinerii și Chioru' este ajunsă din urmă de un comando format din ruși. În schimbul de împușcături, cei patru tineri fug cu mașina, abandonându-l pe câmp pe Chioru'. Acesta din urmă își lăsase în portbagaj o geantă în care se aflau bustul și o sumă importantă de bani. Tinerii se cazează la o pensiune de pe litoral și găsesc suma de bani și bustul. Jucându-se, ei sparg bustul, ale cărui resturi le aruncă în iarba din curte. Câinele Faust, luat cu ei odată cu mașina, găsește în iarbă printre resturile bustului un inel cu o piatră verde. Inelul ajunge la Miki. Banii sunt ascunși în mașina de spălat, iar cei patru își fac vise cu privire la ce vor face cu banii în posesia cărora intraseră. 
În timp ce se aflau într-un magazin de bijuterii, un bătrân anticar (Cristian Irimia) observă inelul de pe degetul lui Miki și spune că acesta este un inel cu puteri miraculoase (cunoscut ca inelul Aziz) vechi de când lumea, care avea gravat în interior o inscripție sacră pe care nimeni n-a reușit s-o descifreze și dispăruse în urmă cu 1.000 de ani. Cel care deține inelul poate citi gândurile oamenilor. În mijlocul luptelor celor două comandouri pentru a pune mâna pe bust ajunge și vedeta TV Mircea Badea, care cumpărase de la artistul Saizman (Geo Saizescu) un Pontiac identic cu cel furat de cei patru tineri. 
În cele din urmă, mafioții ruși pun mâna pe bani și pe trei tineri. Al patrulea, Godzi, sosește pe neașteptate și-i eliberează. Între timp, gruparea lui Merțanu' pune mâna pe bust, ale cărui bucăți fuseseră lipite de tineri. La finalul filmului este arătată o scenă de la un „sanatoriu de lux”, condus de o doctoriță pe nume Oblomov (Cornelia Pavlovici), în care apar cele două persoane misterioase care comandaseră furturile, plus anticarul. Alături de ei apare și un om costumat ca Napoleon (Cristian Ștefănescu). Din discuții rezultă că personajele care comandaseră furturile erau de fapt niște nebuni.

## Distribuție
- Tudor Chirilă — Sorin Jianu zis „Godzi”, student la Facultatea de Horticultură, tânărul angajat de nea Alecu să aibă grijă de casă cât timp se află în vacanță
- Mihai Bendeac — Alex, barman la barul irlandezului, prietenul lui Godzi
- Andi Vasluianu — Zetu, informatician, prietenul lui Godzi
- Maria Dinulescu — Mihaela zisă „Miki”, studentă la Facultatea de Medicină, tânăra agățată de cei trei băieți în club
- George Alexandru — Merțanu', șeful unei bande de spărgători
- Nicodim Ungureanu — Chioru', membru al bandei lui Merțanu'
- Bogdan Dumitrescu — Paulică, membru al bandei lui Merțanu'
- Damian Victor Oancea — Luis, fiul lui Merțanu' (menționat Damian Oanecea)
- Dan Chiriac — Mortu', membru al bandei lui Merțanu'
- Victor Vurtejanu — Gingașu, membru al bandei lui Merțanu'
- Nicolae Poghirc — Willy Fiara, interlopul care câștigă Pontiacul la un joc de pocher
- Mihai Verbițchi — Boris, șeful comandoului de mercenari ruși
- Vitalie Bantaș — Lev, membru al comandoului de mercenari ruși
- Dimitrii Bogomaz — Jack, membru al comandoului de mercenari ruși
- Majid Mir — Said Bey, interlopul arab care a angajat banda condusă de Merțanu'
- Daniel Popescu — Șerkan, omul de încredere al lui Said
- Sorin Vasilescu — Marati, ginerele lui nea Alecu, mecanicul angajat de Willy Fiara să schimbe numărul de înmatriculare al Pontiacului
- Mircea Badea — vedeta TV care cumpără un automobil Pontiac
- Oreste Scarlat Teodorescu — Fane Satâr, membru al bandei lui Merțanu' / el însuși
- Mircea Mușatescu — Igor Dimitrovici Pucikov, generalul rus care a angajat comandoul de mercenari al lui Boris
- Kristina Cepraga — Kitty, iubita lui Mircea Badea (menționată Kitty Cepraga)
- Cristian Irimia — Brancovici, anticarul bătrân din Constanța
- Valeriu Andriuță — Bebe Brazilianu', membru al bandei lui Merțanu' (menționat Valeriu Andruta)
- Valeriu Pavel Dan — Fane Ecler, interlopul care pierde Pontiacul la un joc de pocher
- Simona Sprânceană — Mimi
- Alecu Croitoru — muzeograful bătrân de la Muzeul Național de Istorie
- Richard Bovnoczki — Oanță (menționat Richard Bovnotzchi)
- Bogdan Uritescu — nea Ionel (menționat Bogdan Urotescu)
- Magda Catone — tanti Coca, cunoștința lui Miki, administratoarea unei pensiuni turistice
- Nicolae Cristache — Petrov
- Adi Ciobanu — Soleiman
- Li Ximing — clientul chinez de la bar
- Mircea Drâmbăreanu — turcul, hoț de mașini contactat de Marati
- Elias Musuret — Fane Garaj, hoțul de mașini contactat de Marati
- Cristina Șerbu — Andreea, prietena lui Miki
- Cornelia Pavlovici — Otilia Oblomov, medicul psihiatru care conduce „sanatoriul de lux”
- Constantin Drăgănescu — nea Alecu, proprietarul garajului auto și al câinelui Faust
- Bogdan Vint — muzeograful tânăr
- Desiree Malonga — Kiki
- Răzvan Fodor — Vasi
- Cătălin Saizescu — benzinarul de pe autostrada București–Constanța
- Dan Simion — Copilu'
- Veronica Gheorghe — Suzi
- Andra Negulescu — Jan, interlopă, creditoarea lui Mircea Badea
- Stelian Murariu — șoferul de taxi din Constanța
- Paul Talașman — polițistul din stațiune
- Horațiu Bob — poștaș
- Geo Saizescu — Saizman, artistul bătrân care vinde un automobil Pontiac vedetei Mircea Badea
- Ileana Stana Ionescu — soția lui Saizman
- Hisser A. Rașit — măcelarul arab
- Mihai Arghiropol — infirmierul de la sanatoriul psihiatric
- Noni Lengiu — vânzătorul de la anticariat
- Andreea Sacher — vânzătoare de la anticariat
- Cristian Ștefănescu — nebunul costumat în Napoleon

## Producție
Scenariul filmului a fost scris de Mihai Arghiropol și Cătălin Saizescu după o idee de Tudor Popescu și Geo Saizescu.
Acest film a fost realizat cu susținerea Centrului Național al Cinematografiei, din conducerea căruia făcea parte și regizorul Geo Saizescu, tatăl lui Cătălin Saizescu. El a obținut finanțarea CNC-ului în urma unui concurs organizat în anul 2001.
În perioada filmărilor, filmul a purtat titlul de „Secretul reginei Cleopatra”. În film apare și câinele Faust, care a fost dresat de Cosmin Dumitru. Coordonatorul cascadoriilor a fost Bogdan Uritescu, iar coordonatorul efectelor speciale a fost Mihai Reti.
Aranjamentul muzical a fost realizat de Adrian Despot.

## Recepție
Filmul Milionari de weekend a fost vizionat de 9.283 spectatori la cinematografele din România, după cum atestă o situație a numărului de spectatori înregistrat de filmele românești de la data premierei și până la data de 31.12.2006 alcătuită de Centrul Național al Cinematografiei. El s-a clasat pe locul 3 în clasamentul celor mai vizionate filme românești din anul 2004, pe primele două locuri aflându-se Orient Express al lui Sergiu Nicolaescu (cu 51.719 spectatori) și Italiencele al lui Napoleon Helmis (cu 9.717 spectatori).

### Aprecieri critice
Criticul Tudor Caranfil nu a dat filmului nicio stea și a făcut următorul comentariu: „Peste 80 de actori, un câine și o mașină sunt filmați în mai bine de 75 de locații, printre rafale, explozii, avioane Hercules, elicoptere, șalupe, încăierări, în ceea ce s-ar vrea o parodie, dar rămâne, un soi de „joc electronic suprarealist” al unui autor al cărui mediu privilegiat pare a se reduce la club și discotecă. Restul e doar invenție incoerentă, redusă adesea la montaj de stopcadre sau împrumuturi din alte filme românești și străine, o secvență amintind, de pildă, de apariția scriitorului Fănuș Neagu în generalul rus din Crucea de piatră. „Terminați cu prostiile. Apucați-vă de muncă! Dacă stați degeaba, vă vin idei!” – le spune un binevoitor eroilor „Weekendului”. Același îndemn li s-ar fi cuvenit și realizatorilor, dintre care regizorul, care s-a opus îndârjit scoaterii filmului la lumină. După trei ani de eforturi pentru a-l pune cumva în stare de funcționare, ar fi afirmat că acest opus prim „nu-l reprezintă și ar trebui aruncat la coș”. Câte vor mai umple coșul?...”
Criticul de film Valerian Sava de la revista Observator Cultural a criticat filmul, numindu-l un „rebut”, o „brambureală tembelă”, „cacealmaua ordinară a unei crazy-comedy atribuită unor nebuni”. El remarcă prezența în film a unui „analfabetism cinematic atotcuprinzător”, reprezentat de agramatismele unor personaje interpretate, printre alții, „de performerii prostului-gust insolent și ai bădărăniei deșănțate, Oreste și Mircea Badea”. Filmul este catalogat a fi „o „anticomedie”, integral ratată prin gafa subculturală de a crede că poate face o crazy-comedy în sensul etimologic al sintagmei, recte divulgând în ultima secvență că totul n-a fost decât elucubrația unor bolnavi mintal dintr-un „sanatoriu de lux”, pe tema tezaurului romanesc (ne)recuperat de la Moscova”.
Regizorul Mihnea Columbeanu l-a catalogat ca fiind un film „prea prost”, „o fleșcăială absconsă și iremediabilă, care-o duce tot așa până la sfârșit, țintind cu osârdie un tembelism de-a dreptul abisal”. El a remarcat totuși și unele calități precum secvențele de acțiune de la început, câteva experimente (începutul gen spot publicitar, inserțiile de stop-cadre etc.) și unele momente de umor autentic.

### Premii
Milionari de weekend a obținut următoarele premii:
- Mențiunea Speciala a Juriului la Festivalul de Film de la Dakar (2006)
- Premiul Uniunii Autorilor și Realizatorilor de Film din România (UARF) pentru debut în lung metraj [7]

Filmul a fost prezentat la Festivalul de Film de la Pecs din 2006.